# Eina de cadenes

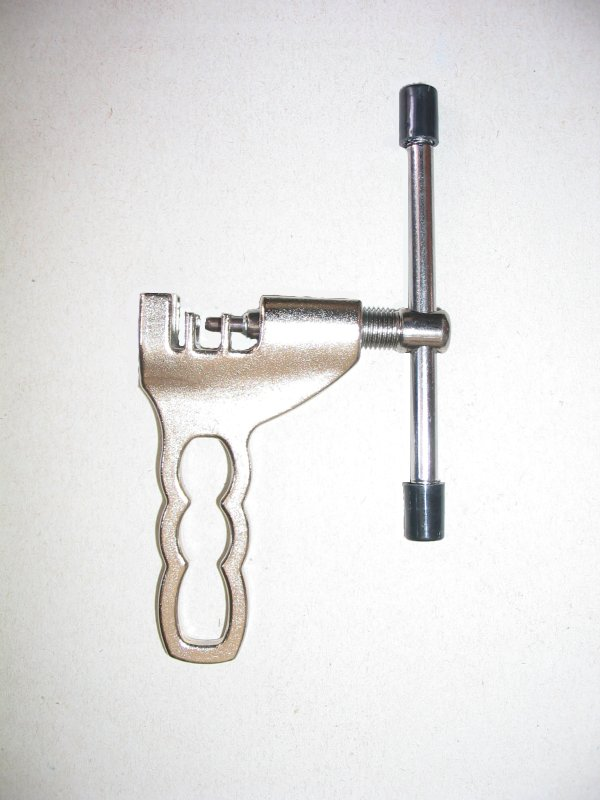
Obrecadenes típic.

Un obrecadenes és una eina emprada per reparar cadenes de bicicleta o de moto. Té per funció tant obrir una cadena com tornar-la a tancar. Es recomana incloure-la en el paquet bàsic de reparació d'una bicicleta, tant per a un taller com per fer recorreguts.
N'existeixen dos tipus bàsics. El que es mostra a la foto és el més comú però no és el més còmode ni professional. L'altre tipus és similar a unes alicates i té unes osques amb forma especial on es posa la baula per la que es vol "obrir" la cadena amb un simple moviment de collament. Una segona osca serveix per fer el procés contrari.
En el cas d'usar el de tipus molinet és important no arribar a extreure del tot el passador de la baula de la cadena, ja que en aquest cas, tornar-lo a posar és bastant difícil. Per fer-ho bé s'ha d'empènyer el passador fins a deixar sobresortint pràcticament del tot el passador per un dels costats deixant dins de la baula un mil·límetre escàs.

## Baula desmuntable
No és convenient emprar sovint l'obrecadenes perquè pot debilitar la cadena. Sobretot si es desmunta sempre el mateix passador. Si es necessita desmuntar sovint la cadena es pot utilitzar una baula desmuntable o powerlink. Està dissenyada perquè no es desmunti en marxa i en canvi sigui relativament fàcil de desmuntar amb la mà. De vegades és necessari formar una U o una Z amb les baules adjacents o prémer cap a dins les xapes per obrir la baula fàcilment.
En alguns casos pot solucionar el problema d'una cadena trencada, però segueix sent necessari utilitzar l'obrecadenes per afegir baules a una cadena o treure'n danyades o bé per escurçar-la.